# Étoile variable de type RS Canum Venaticorum

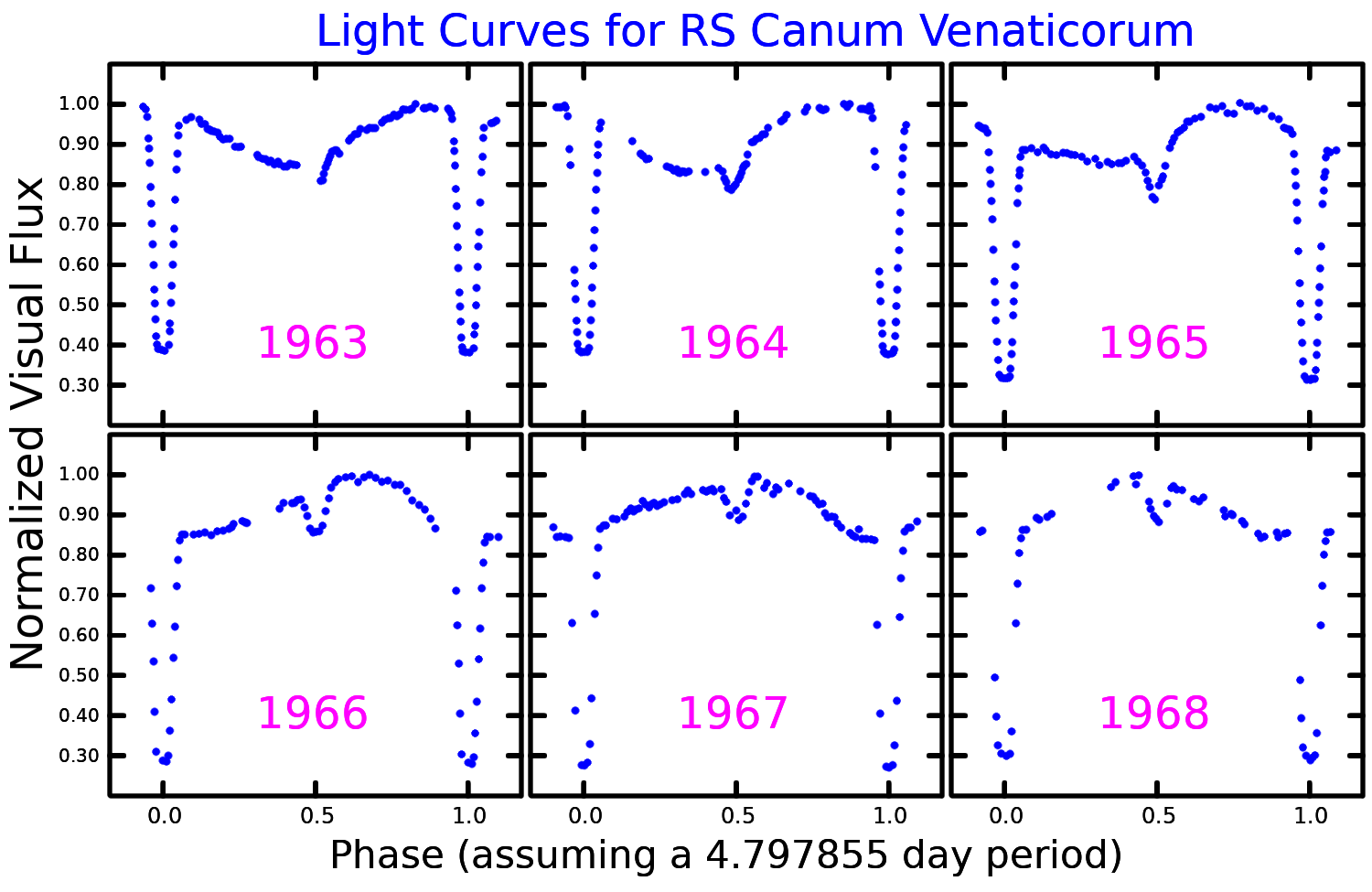
Courbes de lumière de RS Canum Venaticorum, adaptées de Rodonò (1995)

Les étoiles de type RS Canum Venaticorum sont un type d'étoile variable, nommées d'après le paradigme RS CVn. Ce sont des étoiles doubles serrées possédant des chromosphères actives qui conduisent à des variations de leur luminosité. La période de variation est, en général, voisine de la période de rotation du système binaire. Les variations de luminosité peuvent aussi provenir du fait que certains systèmes sont aussi des binaires à éclipses. La variation typique de luminosité est de 0,2 magnitude.